# Georges Saint-Yves
Georges Marie Émile Saint-Yves (Ismaïlia, Égypte, 7 janvier 1867 - Montauban, 13 octobre 1936) est un géographe, historien et archéologue français.

## Biographie
Chargé d'une mission dans le Turkestan en 1896, il explore le Ferghana et le Sémiriétchié, pénètre dans les monts Tian-Chan et atteint le lac Issy-Koul. 
Le ministère des Colonies l'envoie l'année suivante étudier l'état d'avancement du chemin de fer transsibérien. Il constate que si la ligne fonctionne jusqu'à Krasnoiarsk, les ponts dur l'Ob et l'Iénisséi ne sont pas terminés. 
En 1899, l'Académie des inscriptions le charge d'une mission archéologique dans le Turkestan chinois. Parti de Kachgar avec le lieutenant Bourgoin, il arrive au Ferghana en juillet 1899 par le chemin de fer transcaspien. Il visite Och, passe le col du Kadourou-Davan qui débouche dans la vallée du Maltabar-Taou et découvre une nouvelle chaine de montagnes absente des cartes. Les deux hommes rejoignent ensuite la vallée du Kizil-Sou puis Kachgar où ils rencontrent Sven Hedin. 
Saint-Yves et Bourgoin continuent leur périple par Lourgout, Yapchan, Khanka et Yangi-Hissar puis escaladent le Mustagh Ata pour atteindre le plateau de Tagarma. Ils redescendent par la vallée de l'Ak-Sou qu'ils remontent jusqu'à Pamirski-Post puis explorent le Petit Pamir et la chaîne Nicolas II avant de revenir, en passant le Kizil-Rahat-Davan, à Pamirski-Post (20 septembre 1899). 
Leur retour s'effectue par le col de l'Ak-Baïtal, le lac du Kara-Koul, la vallée du Kizil-Sou, le Transalaï et la vallée de l'Alaï. Ils arrivent enfin à Marguilan dans le Ferghana. 
Cette mission qui avait pour but à l'origine d'être archéologique, s'avéra finalement plus géographique, le lieutenant Bourgoin dressant une carte au 1/100 000 des abords du Kadour-Davan et de la vallée du Kizil-Sou. 
Saint-Yves dans la suite de sa carrière mena diverses missions en Afrique, essentiellement en Érythrée italienne. 
Il est fait chevalier de la Légion d'honneur le 24 juillet 1929.

## Publications
On lui doit de nombreux articles dans le Bulletin de géographie historique et descriptive ainsi que :
- Dans le Tian-Chan russe. Autour de l'Issyk-Koul, Annales de géographie, 1897-1898, p. 201-216 ; 1899-1900, p. 119-140
- L’Évolution du système administratif de Napoléon Ier. Le département des Bouches-du-Rhône de 1800 à 1810, avec Joseph Fournier, 1899
- L'expédition de M. de La Haye à Madagascar (1670-1671), avec Fournier, 1900
- Turkestan chinois et Pamir, La Géographie, vol. I, 1900, p. 93-110
- Distribution des plantes en Sibérie et dans l'Asie centrale, La Géographie, vol. II, 1900, p. 81-100
- Les Pamirs en 1900, A travers le Monde, 1900, p. 153-155
- Transsalaï et Pamir, Annales de géographie, 1901, p. 148-164
- A l'assaut de l'Asie. La conquête européenne en Asie, 1901
- Les Libres Burghers, 1901
- A travers l’Érythrée italienne, Annales de géographie, 1902, p. 153-168
- L'Océanie, 1902
- Documents inédits sur l'administration de la Compagnie française des Indes orientales, ses assemblées générales de 1665 à 1684, 1903
- Joachim Murat (1767-1815), avec Jules Chavanon, 1905
- Le Pas-de-Calais de 1800 à 1810, étude sur le système administratif institué par Napoléon 1er, avec Chavanon, 1907